# Wilfrido Vargas
Wilfrido Radamés Vargas Martínez (Altamira, 24 de abril de 1949) é um cantor, compositor e trompetista dominicano de merengue.

## Discografia
- Wilfrido 86, 1986
- Vida, Cancion y Suerte, 1987
- Medicina 86, 1989
- Mas Que Un Loco, 1990
- Wilfrido Vargas, 1991
- Abusadora, 1993
- Itinerario, 1993
- Wilfrido Vargas & Sandy Reyes, 1994
- El Funcionario, 1994
- El Africano, 1994
- La Medicina, 1994
- El Extraterrestre, 1995
- Usted Se Queda Aquí, 1996
- Y Sus Consentidas, 1996
- Hoy, 1997
- El Africano, 1999
- Wilfrido Vargas [BMG], 2000
- www.wilfrido-vargas.com, 2000
- Música, 2001
- Amor Casual, Vol. 10, 2001
- Usted Se Queda Aquí, Vol. 8, 2001
- Dos Generaciones, 2002
- El Único, 2002